# Angeles (Filippine)
Angeles (ufficialmente Angeles Lakanbalen in kapampangan e Lungsod ng Angeles in tagalog) è una città indipendente altamente urbanizzata delle Filippine, geograficamente ubicata nella provincia di Pampanga, nella regione di Luzon Centrale. Pur facendo parte dell'area della provincia ed essendo inserita in tutti i rilevamenti statistici che la riguardano, la città è amministrativamente indipendente dalla stessa.
La città ha una fama assai negativa, essendo considerata una delle mete preferite del turismo sessuale, essendo situata nelle vicinanze della prima base militare delle Forze armate degli Stati Uniti nelle Filippine.
Angeles è formata da 33 baranggay:
- Agapito del Rosario
- Amsic
- Anunas
- Balibago
- Capaya
- Claro M. Recto
- Cuayan
- Cutcut
- Cutud
- Lourdes North West
- Lourdes Sur
- Lourdes Sur East
- Malabanias
- Margot
- Mining
- Ninoy Aquino (Marisol)
- Pampang (Riva)

- Pandan
- Pulung Cacutud
- Pulung Maragul (Isola Grande)
- Pulungbulu
- Salapungan
- San Jose (San Giuseppe)
- San Nicolas (San Niccolo)
- Santa Teresita
- Santa Trinidad (Santa Trinità)
- Santo Cristo
- Santo Domingo (San Domenico)
- Santo Rosario (Pob.)
- Sapalibutad
- Sapangbato (Ruscello di Pietra)
- Tabun (Corpertura)
- Virgen Delos Remedios (Vergine dei Remedi)